# Kirche Clauen

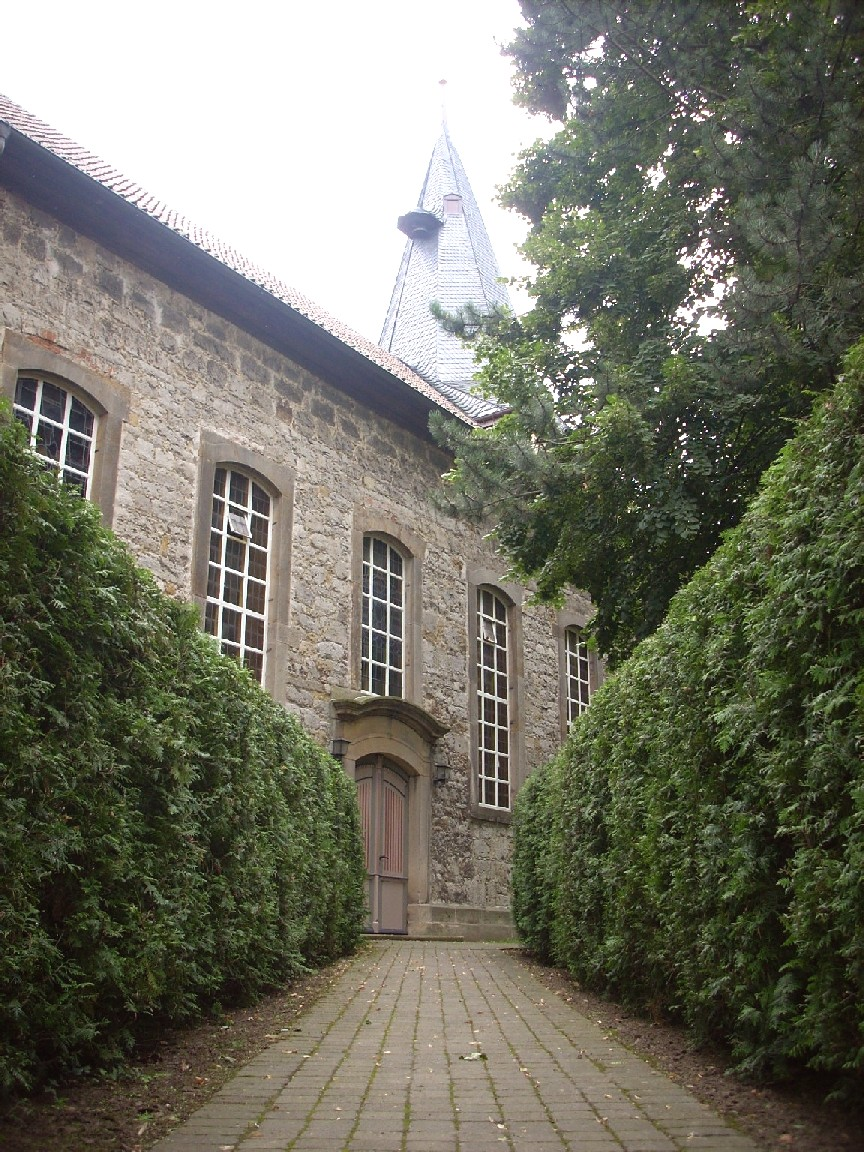
Kirche Clauen

Die evangelisch-lutherische Kirche Clauen steht in Clauen, einem Ortsteil der Gemeinde Hohenhameln im Landkreis Peine in Niedersachsen. Die Kirchengemeinde ist mit den Kirchengemeinden Katharinen-Kirche in Harber, Kirche in Mehrum und Markuskirche in Equord pfarramtlich verbunden. Sie gehören zum Kirchenkreis Peine im Sprengel Hildesheim-Göttingen der Evangelisch-lutherischen Landeskirche Hannovers.

## Beschreibung
Die breite spätbarocke Saalkirche aus Bruchsteinen wurde 1796 erbaut. Sie hat ein fünfachsiges Langhaus, das später erhöht wurde, einen dreiseitigen Schluss im Osten und einen querrechteckigen Kirchturm im Westen, dessen unteren Teile aus der ersten Hälfte des 13. Jahrhunderts stammen und der im 16. Jahrhundert aufgestockt wurde. Seinen schiefergedeckten, mit ins Achteck überführten, spitzen Helm erhielt er 1796. Die drei Kirchenglocken wurden 1921 vom Bochumer Verein gegossen. Die außen am Helm des Turms hängende Schlagglocke stammt aus dem 19. Jahrhundert. Die ehemals verputzte Saalkirche wird durch Ecksteine und die Laibungen aus Sandstein der großen segmentbogigen Fenster akzentuiert. Die Portale haben geschwungene Sturze. Das Vestibül des Turms, das ursprünglich durch ein Paar Arkaden mit dem Langhaus verbunden war, hatte ursprünglich ein Kreuzgratgewölbe, das 1796 zugunsten einer Holzbalkendecke aufgegeben wurde, um Platz für das Windwerk der Orgel zu schaffen.
Der weiträumige Innenraum ist mit einer Flachdecke mit Vouten an der Nord-, Süd- und Ostseite überspannt. Die allegorische Deckenmalerei der christlichen Tugenden stammt vom Ende des 19. Jahrhunderts. Der klassizistische Kanzelaltar von 1796 im Zopfstil hat einen eingeschossigen, durch vier kannelierte korinthische Säulen gegliederten, architektonischen Aufbau. Die erste Orgel wurde bereits 1625 von Gottfried Fritzsche gebaut. Sie wurde 1727 durch eine Orgel mit 18 Registern, einem Manual und einem Pedal ersetzt. Sie stand ursprünglich in der Schlosskirche des Schlosses Wolfenbüttel. Nach deren Abbruch wurde das Instrument 1796 nach Clauen verkauft. Die Orgel wurde im Laufe der Zeit mehrfach restauriert.